# True Detective/Episodenliste

Logo zur Serie

Diese Episodenliste enthält alle Episoden der US-amerikanischen Krimiserie True Detective, sortiert nach der US-amerikanischen Erstausstrahlung.
Die Fernsehserie umfasst derzeit vier Staffeln mit 30 Episoden.

## Übersicht
| Staffel | Episodenanzahl | Erstausstrahlung USA | Erstausstrahlung USA | Deutschsprachige Erstausstrahlung | Deutschsprachige Erstausstrahlung |
| Staffel | Episodenanzahl | Staffelpremiere      | Staffelfinale        | Staffelpremiere                   | Staffelfinale                     |
| ------- | -------------- | -------------------- | -------------------- | --------------------------------- | --------------------------------- |
| 1       | 8              | 12. Januar 2014      | 9. März 2014         | 17. April 2014                    | 5. Juni 2014                      |
| 2       | 8              | 21. Juni 2015        | 9. August 2015       | 17. September 2015                | 5. November 2015                  |
| 3       | 8              | 13. Januar 2019      | 24. Februar 2019     | 14. Januar 2019                   | 4. März 2019                      |
| 4       | 6              | 14. Januar 2024      | 18. Februar 2024     | 15. Januar 2024                   | 19. Februar 2024                  |

## Staffel 1
| Nr. (ges.) | Nr. (St.) | Deutscher Titel                    | Originaltitel               | Erstausstrahlung USA | Deutschsprachige Erstausstrahlung (D) | Regie              | Drehbuch       | Zuschauer (USA) |
| --- | --------- | ---------------------------------- | --------------------------- | -------------------- | ------------------------------------- | ------------------ | -------------- | --------------- |
| 1 | 1         | Die lange strahlende Dunkelheit    | The Long Bright Dark        | 12. Jan. 2014        | 17. Apr. 2014                         | Cary Joji Fukunaga | Nic Pizzolatto | 2,33 Mio.       |
| Louisiana, 1995. Die Kriminalpolizisten Martin „Marty“ Hart (Woody Harrelson) und Rustin „Rust“ Cohle (Matthew McConaughey) untersuchen im Vermilion Parish den ritualhaften Mord an der ehemaligen Prostituierten Dora Kelly Lange. Deren nackte Leiche wurde in gefesselter, betender Haltung mit einem aufgesetzten Hirschgeweih sowie einem aufgemalten Symbol auf dem Rücken aufgefunden. Ein Rutengitter, ähnlich einer Cajun-Vogelfalle, wird neben ihr gefunden. Cohle ist überzeugt, dass sie nicht das erste Opfer des Mörders ist, doch Hart ist skeptisch. Ihre Nachforschungen führen sie zu dem Fall von Marie Fontenot, einem jungen Mädchen, dessen Verschwinden vor fünf Jahren nicht näher untersucht wurde. Es liegt außerdem die Aussage eines weiteren Mädchens vor, das im Wald von einem „grünohrigen Spaghettimonster“ gejagt worden sei. Hart lädt Cohle zu sich und seiner Familie zum Abendessen ein, unwissend, dass es der Geburtstag von Cohles verstorbener Tochter ist. Cohle akzeptiert widerwillig, erscheint jedoch betrunken. Hart und Cohle suchen den Onkel des verschwundenen Mädchens Marie auf. Dort findet Cohle in einer verfallenen Gartenlaube ein weiteres Rutengitter. 17 Jahre später werden Cohle und Hart getrennt voneinander mit einem Abstand von fünf Tagen über Dora Kelly Lange von den Detectives Thomas Papania und Maynard Gilbough befragt. Hart und Cohle haben seit einem Zerwürfnis im Jahr 2002 zehn Jahre nicht mehr miteinander gesprochen. Cohle wird ein Foto eines anderen Mädchens gezeigt, dessen Leiche in einer ähnlichen Pose wie Lange gefunden wurde. Papania und Gilbough wollen wissen, wie der Mörder wieder zuschlagen konnte, obwohl er 1995 gefasst wurde. |           |                                    |                             |                      |                                       |                    |                |                 |
| 2 | 2         | Visionen                           | Seeing Things               | 19. Jan. 2014        | 24. Apr. 2014                         | Cary Joji Fukunaga | Nic Pizzolatto | 1,67 Mio.       |
| Cohle und Hart erfahren, dass die ermordete Dora Lange vor ihrem Verschwinden einer Kirchengemeinde angehörte. Cohle vermutet, dass Hart seine Frau Maggie (Michelle Monaghan) mit der jungen Gerichtsangestellten Lisa Tragnetti (Alexandra Daddario) betrügt. Dies führt zu Spannungen zwischen den beiden Arbeitskollegen. Cohle leidet außerdem an einer fortbestehenden Wahrnehmungsstörung nach Halluzinogengebrauch und widerspricht Reverend Billy Lee Tuttles Entscheidung, die Sondereinheit für anti-christliche Verbrechen in dem Fall zu Hilfe zu holen. Während er Drogen von einer jungen Prostituierten kauft, wird Cohle auf eine Wohnwagensiedlung für Ausreißerinnen hingewiesen. Die Detectives finden Langes Tagebuch in der Siedlung und erfahren den Standort der Kirche, die in einem Feuer zerstört wurde. Als sie die Trümmer durchsuchen, entdecken sie eine albtraumartige Wandzeichnung von einer Frau mit einem Hirschgeweih. In der Gegenwart führen Papania und Gilbough ihre Vernehmungen von Cohle und Hart fort. Hart ist inzwischen geschieden. Cohle berichtet über die Zeit vor seiner Versetzung nach Louisiana 1995, dass seine Tochter durch einen Autounfall starb, woran seine Ehe zerbrach und was zu seiner Drogensucht führte. Im Anschluss wurde Cohle zur Drogenfahndung versetzt und arbeitete vier Jahre als Informant. Später wurde er für vier Monate in eine psychiatrische Anstalt eingewiesen, nachdem er drei Mitglieder eines Drogenkartells erschossen hatte. Danach beantragte Cohle eine Versetzung zur Mordkommission, die ihn 1995 mit Hart zusammenbrachte. |           |                                    |                             |                      |                                       |                    |                |                 |
| 3 | 3         | Der verschlossene Raum             | The Locked Room             | 26. Jan. 2014        | 1. Mai 2014                           | Cary Joji Fukunaga | Nic Pizzolatto | 1,93 Mio.       |
| Hart und Cohle finden den Besitzer der heruntergebrannten Kirche, Prediger Joel Theriot, und erfahren, dass Dora Lange oft mit einem großen Mann mit Narben im Gesicht gesehen wurde. Sie suchen nach ihm und werden gleichzeitig dazu gedrängt, den Fall an die Sonderkommission abzugeben. Die Ehe von Hart scheint sich wieder zu stabilisieren, allerdings greift er Lisas neuen Freund an, weil er offensichtlich eifersüchtig ist. Cohle durchsucht alte Todesfälle, um einen ähnlichen wie Langes zu finden, und stößt dabei auf Rianne Olivier, die unabsichtlich ertrunken sein soll, deren Tod jedoch Ähnlichkeiten mit dem von Lange aufweist. Oliviers Großvater erzählt, dass sie die religiöse Schule „Light of the Way“ besuchte, geleitet von Reverend Tuttle, bevor sie mit ihrem Freund Reggie Ledoux, einem Drogendealer, Sexualstraftäter und ehemaligen Zellennachbarn von Langes Exmann, davonlief. Die Ermittler machen sich auf den Weg, ihn festzunehmen. Papanias und Gilboughs Gespräche mit Hart und Cohle decken ihre Charakterschwächen auf, insbesondere Harts scheinheilige Ansichten von Moral und Cohles nihilistischen Blick auf die Welt. |           |                                    |                             |                      |                                       |                    |                |                 |
| 4 | 4         | Wer ist da?                        | Who Goes There              | 9. Feb. 2014         | 8. Mai 2014                           | Cary Joji Fukunaga | Nic Pizzolatto | 1,99 Mio.       |
| Im Jahr 1995 verhören Hart und Cohle Lange, der Informationen über seinen ehemaligen Zellennachbarn Ledoux liefern kann. Lange informiert die Detectives, dass er ihm Bilder von Dora gezeigt hat, und gibt ihnen den Namen von einem von Ledouxs Partnern: Tyrone Weem. Hart findet Weem bei einem Lagerhallen-Rave und zwingt ihn mit vorgehaltener Waffe, den Namen der Bikergang preiszugeben, für die Ledoux Meth kocht: die Iron Crusaders. Cohle, der früher als Verdeckter Ermittler bei derselben Gang arbeitete, nimmt sich Urlaubstage, um sich wieder dort einzuschleusen, mit der Ausrede, dass sein Vater mit Leukämie diagnostiziert worden sei. Währenddessen geht Lisa zu Maggie und erzählt ihr alles über Harts Affäre. Hart kommt nach Hause und findet heraus, dass Maggie ihn dort herausgeschmissen hat. Daraufhin fährt er zu dem Krankenhaus, in dem Maggie arbeitet, um sie zu konfrontieren. Er wird fast aus dem Gebäude geworfen, doch Cohle schreitet ein und kann ihn dazu überreden, mit ihm zu kommen. Gemeinsam fahren sie zum Iron-Crusaders-Treffpunkt, wo Cohle sich als Vertreter eines mexikanischen Drogenkartells ausgibt, während Hart im Auto wartet. Damit sein Kontakt namens Ginger einem Deal zustimmt, muss Cohle helfen, ein Drogenversteck in den Sozialbauten auszurauben. Verkleidet als Polizisten infiltriert die Bikergang das Gebäude. Als jedoch einer der Biker einen Gangster erschießt, beginnt eine Schießerei. Cohle schleift seinen Kontakt nach draußen und wird von Hart mit einem Auto eingesammelt. Zusammen entkommen sie der Polizei. Während der Befragung im Jahr 2012 zweifeln Papania und Gilbough an Cohles Geschichte bezüglich seiner Urlaubstage und führen an, dass es keine Krankenakte für seinen Vater gebe. Cohle erzählt den Ermittlern von seinem Vater. |           |                                    |                             |                      |                                       |                    |                |                 |
| 5 | 5         | Das geheime Schicksal allen Lebens | The Secret Fate of All Life | 16. Feb. 2014        | 15. Mai 2014                          | Cary Joji Fukunaga | Nic Pizzolatto | 2,25 Mio.       |
| Im Jahr 1995 treffen sich Ginger und Cohle (immer noch undercover) mit DeWall Ledoux, Reggies Drogenpartner und Verwandtem, in einer Bar. DeWall weigert sich, einen Drogendeal mit Cohle einzugehen, doch nachdem DeWall geht, folgt ihm Hart. Hart gibt Cohle seinen Standort, und beide treffen sich in der Nähe des Meth-Labors im Bayou, wo Cohle sie an Sprengfallen vorbei in Richtung des Labors führt. Sie nähern sich dem Haus und nehmen Reggie mit Handschellen fest. Cohle hält DeWall in Schach, der gerade das Labor verlassen hat, während Hart das Gebiet absucht und zwei entführte und missbrauchte Kinder entdeckt, eines von ihnen tot. In seiner Wut tötet Hart Reggie Ledoux mit einem Kopfschuss. DeWall gerät in Panik und flüchtet, wird jedoch durch eine Sprengfalle getötet. Hart entfernt die Handschellen vom toten Ledoux, und Cohle schießt mit einer AK-47 über das Gelände, um es nach einer Schießerei aussehen zu lassen. In ihren Gesprächen im Jahr 2012 (mit einem Voice-over über den eigentlichen Geschehnissen) sowie vor einer Untersuchungskommission der Schießerei im Jahr 1995 geben beide an, ein chaotisches Feuergefecht überlebt zu haben, in dem es Hart gelungen sei, Ledoux zu töten. Hart und Cohle werden in ihrer Polizeistation und in der Presse als Helden gefeiert und erhalten Auszeichnungen sowie Beförderungen. Hart ist im Jahr 2002 wieder mit seiner Frau versöhnt, während Cohle eine Ärztin als Freundin hat. Harts Tochter Audrey führt durch ihr rebellisches Verhalten zu neuen Spannungen innerhalb der Familie. Cohle, ein gefeierter Vernehmungsbeamter, soll bei einem Geständnis eines Raubmörders helfen, der zur Tatzeit unter dem Rausch von PCP stand. Nach seiner Beichte fordert der Gefangene einen Deal von Cohle und gibt an, dass Ledoux nicht der Mörder der verschwundenen Mädchen war. Der echte Täter habe Beziehungen zu wichtigen Menschen, und er selbst wisse vom „Gelben König“ („Yellow King“) – ein Detail im Dora-Lange-Fall, das der Öffentlichkeit vorenthalten wurde. Cohle schlägt auf den Mann ein und fordert einen Namen, wird jedoch von anderen Polizeibeamten gestoppt. Als er kurz darauf mit Hart zurückkehrt, erfahren sie, dass der Gefangene nach einem Anruf in seiner Zelle Selbstmord beging. Der Anruf kam angeblich von seinem Anwalt, wurde jedoch von einer Telefonzelle in einer verlassenen Gegend aus geführt. Cohle untersucht nochmals die verfallene religiöse Schule, wo er Dutzende von den Zweigfiguren findet sowie Zeichnungen und schwarze Sterne an den Wänden. Papania und Gilbough erzählen Hart im Jahr 2012, dass sie Cohle im Verdacht haben, der Täter zu sein. Cohle wurde in einer Gruppe von Schaulustigen an dem neuen Tatort in Lake Charles gesehen, ähnlich dem des Dora-Lange-Falls. Cohle wird ebenfalls verdächtigt, mit dem ungeklärten Tod von Reverend Tuttle zwei Jahre zuvor etwas zu tun zu haben. Cohle bricht nach diesen Anschuldigungen das Gespräch ab und fordert die Detectives auf, einen Haftbefehl zu beantragen. Hart wird gebeten, genau zu erklären, was zwischen ihm und Cohle im Jahr 2002 vorfiel. |           |                                    |                             |                      |                                       |                    |                |                 |
| 6 | 6         | Die Geister, die ich rief          | Haunted Houses              | 23. Feb. 2014        | 22. Mai 2014                          | Cary Joji Fukunaga | Nic Pizzolatto | 2,64 Mio.       |
| Im Jahr 2002 untersucht Cohle alleine eine Reihe von alten Vermisstenfällen und stellt eine Verbindung zwischen den Opfern und den Tuttle-Schulen her. Er besucht Theriot, der das Pfarramt verlassen hat und zum Alkoholiker wurde, um ihn über Wellspring zu befragen. Wellspring war eine Stiftung, die Dorfschulen finanzierte, während Theriot ein Seminarist an einem Tuttle-College war. Theriot behauptet, dass Wellspring Fälle von Kindesmissbrauch vertuschte und dass er zum Schweigen gebracht wurde, als er 1995 deswegen Fragen stellte. Cohle versucht, mit Kelly zu sprechen, Ledouxs überlebendem Opfer aus dem Jahr 1995, die aufgrund einer regressiven Katatonie in einer psychiatrischen Klinik untergebracht ist. Cohle will wissen, ob ein dritter Mann an der Entführung beteiligt war. Sie beschreibt ihn als einen riesigen Mann mit Narben und beginnt zu schreien, als Cohle Näheres über sein Gesicht erfahren will. Obwohl er aufgefordert wird, mit den Untersuchungen zu stoppen, trifft sich Cohle mit Tuttle, angeblich um Namen von ehemaligen Wellspring-Angestellten herauszufinden, aber eigentlich, um Reaktionen von Tuttle zu erhalten. Tuttle beschwert sich über ihn und lügt über das Treffen. Cohle nimmt das als Beleg für Tuttles Schuld, wird dennoch vom Dienst suspendiert. Hart trifft auf Beth (Lili Simmons), eine ehemalige minderjährige Prostituierte, die er im Dora-Lange-Fall befragte, und beginnt eine Affäre mit ihr. Seine Frau Maggie ist misstrauisch, prüft Harts Handy und findet dort Bilder von Beth. Sie geht zu Cohles Apartment und verführt ihn; Cohle, angeekelt und wütend, als Maggie ihm erzählt, dass sie nur Sex mit ihm hatte, um Hart loszuwerden, schmeißt sie raus. Maggie erzählt Hart von ihrem Seitensprung, der daraufhin Cohle auf dem Parkplatz der Polizeistation angreift. Im Jahr 2012 unterhalten sich Papania und Gilbough mit Maggie, die neu geheiratet hat. Sie ist spöttisch gegenüber ihren Motiven und bestreitet, dass die Scheidung von Hart irgendwas mit Cohle zu tun hatte. Cohle beschreibt sie als guten Mann mit Integrität. Hart verlässt sein Gespräch plötzlich, als Papania und Gilbrough vermuten, dass Cohle eventuell Tuttle im Jahr 2010 getötet hat und dass er auch für die anderen Morde verantwortlich ist. Cohle folgt Hart und initiiert den ersten Kontakt zwischen beiden seit dem Kampf 2002. Cohle bittet Hart, ihm ein Bier auszugeben, um miteinander zu reden. Hart stimmt zu, bewaffnet sich jedoch mit einem Revolver. |           |                                    |                             |                      |                                       |                    |                |                 |
| 7 | 7         | Nachdem du weg warst               | After You’ve Gone           | 2. März 2014         | 29. Mai 2014                          | Cary Joji Fukunaga | Nic Pizzolatto | 2,34 Mio.       |
| Cohle versucht im Jahr 2012, den abgeneigten Hart davon zu überzeugen, ihm bei der Suche nach dem Mann mit den Narben zu helfen. Er erinnert Hart daran, dass beide eine moralische Schuld für die Geschehnisse 1995 haben. Er bringt Hart zu einem Mietlager, wo er ihn von der Existenz eines Kults überzeugt, der Elemente von Courir de Mardi Gras, Santería und Louisiana-Voodoo in seinen Riten verbindet. Cohle hat Beweise zusammengestellt, die Tuttle und andere mit dem Verschwinden von Dutzenden Frauen und Kindern in Verbindung bringen, bis zurück in die 1980er Jahre. Cohle räumt ein, Tuttles Häuser durchsucht zu haben, um Beweise zu finden. In einem Safe fand er Fotografien und eine Videokassette mit der kultischen Opferung von Marie Fontenot. Er bestreitet jedoch, Tuttle getötet zu haben, und spekuliert, dass Tuttle von anderen Kultmitgliedern umgebracht wurde, weil er erpressbar geworden war. Hart findet einen Verwandten von Ledoux, der bestätigt, dass Reggie und DeWall mit dem Narbenmann in Verbindung standen. Sie finden eine ehemalige Bedienstete von Tuttles Vater Sam aus der Zeit, als die Tuttles noch im Vermilion Parish lebten. Sie erinnert sich an einen Jungen mit Narben im Gesicht, der einer von Sam Tuttles nichtehelichen Enkeln war, von seiner „anderen“ Familie namens Childress. Hart findet zudem heraus, dass der Deputy des Vermilion Parish, der ursprünglich für den Fall Fontenot verantwortlich war und die damalige Zeugenberichte aufnahm, Harts alter Freund (und Cohles Antagonist) Steve Geraci war. Er hatte die Ermittlungen 1995 ohne Ergebnis abgebrochen und ist seitdem zum Sheriff des Parish aufgestiegen. Diese Vertuschung der Fontenot-Entführung soll durch den damaligen Vermilion-Parish-Sheriff Ted Childress veranlasst worden sein, der zum Tuttle-Clan gehörte. Hart und Cohle entführen Geraci, um mit vorgehaltener Waffe weitere Informationen zu erpressen. Währenddessen haben sich Gilbough und Papania bei der Suche nach einer alten Kirche, die Cohle in seinem Gespräch mit ihnen erwähnte, verfahren. Sie fragen einen Mann auf einem Rasenmäher, der gerade auf einem abgeschiedenen Friedhof arbeitet, nach dem Weg. Dabei bemerken die Detectives nicht die Narben im Gesicht des Hünen. Dieser sagt am Schluss der Folge: „Meine Familie lebt hier schon eine lange, lange Zeit.“ |           |                                    |                             |                      |                                       |                    |                |                 |
| 8 | 8         | Form und Leere                     | Form and Void               | 9. März 2014         | 5. Juni 2014                          | Cary Joji Fukunaga | Nic Pizzolatto | 3,52 Mio.       |
| Der vernarbte Serienmörder befindet sich in seinem abgeschiedenen und vermüllten Haus, mitten im Bayou. Er lebt dort mit seiner geistig behinderten Halbschwester, mit der er zudem Sex hat, äußert seine Philosophien mit verschiedenen Stimmen und Akzenten und hält seinen nahezu toten Vater in einem Schuppen auf dem Grundstück, der mit obskuren Malereien verziert ist, gefangen. Sein ausgemergelter Vater ist an einem Bett ohne Matratze festgekettet, und sein Mund wurde zugenäht. Während seiner Arbeit streicht der Mörder ein Schulgebäude und beobachtet die herumspielenden Kinder auf dem Hof. Cohle und Hart verhören Geraci und bringen ihn durch das Videoband der Fontenot-Opferung zum Reden. Sie erfahren, dass der damalige Sheriff Childress hieß und das Verschwinden von Marie Fontenot vertuschte. Hart fallen die grünen Ohren des „Erath-Spaghetti-Monsters“ auf dessen Phantomzeichnung auf, und er schlussfolgert, dass diese Farbe sein könnten. Sie finden heraus, dass zu dieser Zeit eine Firma mit dem Namen „Childress and Son“ ein Haus grün strich, welche zudem noch einen Mann mit Narben im Gesicht anstellte. Beim Haus von William Childress angekommen, dem Inhaber der Firma, bemerkt Cohle sofort, dass es sich um das Haus des Serienmörders handeln muss. Errol Childress, der vernarbte Mann, flieht und wird von Cohle in ein weitläufiges und überwuchertes Labyrinth aus Steinen und Ästen verfolgt – Carcosa. Hart bricht in das Haus von Childress ein und zwingt die Halbschwester, den Aufenthaltsort des Festnetztelefons zu verraten, da kein Handyempfang vorhanden ist. Im Inneren von Carcosa und nach vielen Leichenfunden halluziniert Cohle einen spiralförmigen Strudel an der Decke, ähnlich dem schwarzen Spiralsymbol der Tuttle-Familie und deren Angehöriger. Plötzlich wird er von Childress angegriffen, der ihn in den Bauch sticht und ihn mit dem Messer vom Boden hochhebt. Cohle schafft es, Errol mehrere Kopfnüsse zu geben, und kann sich so befreien. Hart stößt dazu und schießt auf Errol, verletzt ihn, doch dem Mörder gelingt es noch, ein Beil in seine Brust zu werfen. Als Errol versucht, Hart den Todesstoß zu versetzen, erschießt Cohle Childress mit einem Kopfschuss. Papania und Gilbough, die zuvor durch Hart zum Tatort gerufen wurden, kommen mit Verstärkung am Haus an und finden die Halbschwester in Handschellen sowie wenig später Hart, der beim schwerverletzten Cohle in Carcosa nach Hilfe ruft. Nach einem langen Aufenthalt im Krankenhaus erholen sich beide Männer von ihren Verletzungen. Die Polizei hat genug Beweise gefunden, um Errol den Mord an Dora Lange und Dutzenden anderen nachzuweisen. Jedoch konnte sich nichts finden, das Errol und Carcosa mit den Tuttles verbindet, die somit einer Strafe entkommen. Hart und Cohle akzeptieren, dass sie nie den Rest überführen werden und dass sie nur „ihren Mann“ gefasst haben. Hart sieht seine ganze Familie zum ersten Mal seit Jahren wieder zusammen und bricht in Tränen aus. Hart rollt Cohle im Rollstuhl aus dem Krankenhaus, und sie unterhalten sich auf dem Parkplatz. Cohle erzählt von seinem Komaerlebnis, bei dem er die Nähe seiner toten Tochter und seines toten Vaters spürte und aus dieser Erfahrung eine große hoffnungsvolle Perspektive für das Leben zieht. Cohle beschreibt den umfassenden Kampf zwischen Licht und Dunkelheit. Basierend auf dem Nachthimmel bemerkt Hart, dass die Dunkelheit wesentlich mehr Gebiet besitzt. Cohle erwidert: „Früher war nur Dunkelheit. Wenn du mich fragst, gewinnt das Licht.“ Beide verlassen das Krankenhaus zusammen. |           |                                    |                             |                      |                                       |                    |                |                 |

## Staffel 2
| Nr. (ges.) | Nr. (St.) | Deutscher Titel                | Originaltitel                | Erstausstrahlung USA | Deutschsprachige Erstausstrahlung (D) | Regie            | Drehbuch       | Zuschauer (USA) |
| --- | --------- | ------------------------------ | ---------------------------- | -------------------- | ------------------------------------- | ---------------- | -------------- | --------------- |
| 9 | 1         | Das Totenbuch des Westens      | The Western Book of the Dead | 21. Juni 2015        | 17. Sep. 2015                         | Justin Lin       | Nic Pizzolatto | 3,17 Mio.       |
| In der fiktiven Industriestadt Vinci am Rande von Los Angeles verschwindet Stadtmanager Ben Caspere, kurz bevor er Pläne für die Immobilienentwicklung in der Nähe einer neuen Hochgeschwindigkeits-Zugstrecke durch Kalifornien präsentieren soll. Sein korrupter Geschäftspartner Frank Semyon (Vince Vaughn) ist gezwungen, die Präsentation selbst zu halten. Unter den Anwesenden sind auch Mitglieder des organisierten Verbrechens, sowie seine Frau Jordan Semyon (Kelly Reilly), mit der er bisher erfolglos versucht hat, ein Kind zu bekommen. Anderer Schauplatz: Vinci Police Detective Raymond „Ray“ Velcoro (Colin Farrell) beantragt das Sorgerecht für seinen Sohn, der möglicherweise aus der Vergewaltigung seiner Ex-Frau (Abigail Spencer) vor Jahren hervorgegangen ist. In Rückblenden wird Velcoro gezeigt, wie er Semyon in einer Bar trifft, wo dieser ihm den Namen des Vergewaltigers seiner Frau gibt. Velcoro ist jetzt ausgebrannt, alkoholabhängig und arbeitet auch als Vollstrecker für Semyon. Als Velcoros ca. elfjähriger Sohn ein Mobbingopfer der Mitschüler wird, zwingt Velcoro seinen Sohn im Beisein von dessen Stiefvater, die Identität der Mobber preiszugeben. Vor den Augen eines der Mobber schlägt Velcoro dessen Vater brutal zusammen. Weitere Szene: Die Detektivin Antigone „Ani“ Bezzerides (Rachel McAdams) aus Ventura County führt eine Razzia in einem mutmaßlich illegalen Bordell durch, das sich als legales Pornostudio herausstellt, wo sie ihre Schwester Athena als eine der Darstellerinnen entdeckt. Später führt die Suche nach Vera Machiado, einer vermissten Frau, Bezzerides zu ihrem letzten bekannten Arbeitsplatz, einem spirituellen Rückzugsort, der von Bezzerides’ entfremdetem Vater Eliot (David Morse) geleitet wird, was zu einer angespannten Konfrontation führt. Ein dritter Polizist, der Highway Patrol Officer Paul Woodrugh (Taylor Kitsch), wird in bezahlten Urlaub versetzt, nachdem eine Schauspielerin, Lacey Lindel, versucht hat, ihn zu verführen und ihn später fälschlicherweise des sexuellen Fehlverhaltens beschuldigt, als er sich weigert, darüber hinwegzusehen, dass sie zu schnell gefahren ist und gegen ihre Bewährung verstoßen hat. Während er seine Freundin Emily (Adria Arjona) besucht, nimmt Woodrugh heimlich Viagra und beantwortet ihre Fragen zu den Narben an seinem Körper nicht. Spät in der Nacht, während er sein Motorrad ohne Licht in selbstmörderischer Absicht fährt, entdeckt Woodrugh die Leiche von Caspere auf der Bank einer Raststätte mit verätzten Augen. Velcoro und Bezzerides treffen sich mit Woodrugh am Tatort.                                                                                               |           |                                |                              |                      |                                       |                  |                |                 |
| 10 | 2         | Die Nacht findet dich          | Night Finds You              | 28. Juni 2015        | 24. Sep. 2015                         | Justin Lin       | Nic Pizzolatto | 3,05 Mio.       |
| Unter der Leitung von Staatsanwalt Richard Geldof und Katherine Davis bilden Velcoro und Bezzerides ein spezielles Untersuchungsteam für den Mord an Caspere. Semyon beklagt sich über die Nachricht von Casperes Tod und fragt sich, wie er aus seinen finanziellen Problemen herauskommen kann, als er entdeckt, dass das Geld, das er Caspere für den Hochgeschwindigkeitszug-Deal gegeben hat, unterschlagen wurde und er über 5 Millionen Dollar verloren hat – den größten Teil seines Vermögens. Wütend beginnt er, Casperes Tod auf seine Weise zu untersuchen. Bezzerides wird von ihren Vorgesetzten gewarnt, dass Velcoro korrupt ist und einen Weg findet, ihn zu einem Informanten zu machen, während Velcoro von Austin Chessani, dem Bürgermeister von Vinci, und seinen eigenen Vorgesetzten, Polizeichef Holloway und Leutnant Kevin Burris, gebeten wird, die Ermittlungen in ihrem Sinn verlaufen zu lassen. Ein vierter Detektiv, Teague Dixon, wird ihnen vom Vinci PD zur Seite gestellt. Eine Autopsie von Casperes Körper zeigt, dass er gefoltert wurde und seine Genitalien mit einer Schrotflinte abgeschossen wurden, bevor er an die Raststätte gebracht wurde. Betrunken versucht Velcoro Zeit mit seinem Sohn zu verbringen und erzeugt stattdessen eine Gegenreaktion von seiner Ex-Frau Gena, die nun das volle Sorgerecht für ihren Sohn anstrebt und mit einem Vaterschaftstest droht, um ihn wegzudrängen. Nach einem Besuch bei seiner Mutter Cynthia gerät Woodrugh in einen Streit mit Emily, die denkt, dass er sie betrügt, und seine Weigerung, über seine Vergangenheit zu sprechen, lässt sie die Beziehung mit ihm abbrechen. Während der Fahrt mit Velcoro fragt Bezzerides, wie korrupt er ist, aber er antwortet ihr nicht. In der Bar informiert Semyon Velcoro über ein weiteres Haus, das Caspere ihm schuldet – Informationen, die er von einer Sexarbeiterin erhalten hat. Als Velcoro das Haus betritt, erscheint jemand mit einer Maske und schießt zweimal mit einer Schrotflinte auf ihn. |           |                                |                              |                      |                                       |                  |                |                 |
| 11 | 3         | Vielleicht morgen              | Maybe Tomorrow               | 5. Juli 2015         | 1. Okt. 2015                          | Janus Metz       | Nic Pizzolatto | 2,62 Mio.       |
| Da der Schuss nicht tödlich war (die Schrotflinte war mit gummipelletierten Aufstandsbekämpfungsgeschossen geladen), kommt Velcoro mit gebrochenen Rippen wieder zu sich und entdeckt, dass eine Festplatte mit Aufnahmen von Casperes sexuellen Aktionen gestohlen wurde. Bezzerides und Woodrugh untersuchen Bürgermeister Chessanis mögliche Verbindung zu Casperes Tod und begeben sich zu ihm nach Hause. Dort treffen sie auf seine betrunkene junge Frau, seine launische Tochter und seinen Sohn, der droht, Bezzerides und Woodrugh feuern zu lassen. Woodrugh trifft Miguel Gilb, einen alten Freund aus der privaten Sicherheitsfirma Black Mountain, der ihn an ihre homosexuelle Begegnung während des Krieges erinnert. Woodrugh verflucht ihn und stößt ihn zu Boden. Während Bezzerides und Velcoro einen Drink in seinem Haus zu sich nehmen, taucht seine Ex-Frau Gena an der Tür auf, um ihm mitzuteilen, dass die Polizei sie wegen Verdacht auf Korruption befragt hat, während Bezzerides das Gespräch hinter der Tür mithört. Gena versucht, Velcoro 10.000 Dollar zu geben, damit er den Sorgerechtskampf aufgibt, was er ablehnt. Ein Tipp von Casperes Assistentin Laura bringt Bezzerides und Velcoro dazu, ein Filmset zu untersuchen, wo sie erfahren, dass Wochen zuvor ein Auto gestohlen wurde, vermutlich das gleiche Auto, das Casperes Leiche transportiert hat. Als sie einen ehemaligen Mitarbeiter der Filmproduktion verhören, der kurz vor dem Autodiebstahl gekündigt hatte, zündet ein maskierter Mann das in der Nähe parkende gestohlene Fahrzeug an. Während der Verfolgungsjagd zu Fuß wird Bezzerides fast von einem Lastwagen überfahren, bevor Velcoro sie aus dem Weg zieht. Sie dankt ihm, aber er sagt ihr, dass sie ihm danken kann, indem sie ihm sagt, was der Staat gegen ihn hat. Sie sagt, sie wisse es nicht. |           |                                |                              |                      |                                       |                  |                |                 |
| 12 | 4         | Alles geht nieder              | Down Will Come               | 12. Juli 2015        | 8. Okt. 2015                          | Jeremy Podeswa   | Nic Pizzolatto | 2,36 Mio.       |
| Semyon beginnt, sein Imperium wieder aufzubauen, arbeitet sich zurück in den Besitz von Clubs und Immobilien, die er einst besaß und verhandelt Verträge mit den Drogenlieferanten der Stadt, um sein verlorenes Geld zurückzufordern. Bezzerides und Velcoro folgen Casperes GPS-Bewegungen bis hin zu Landstrichen, die von Schwermetallen kontaminiert sind, welche aus jahrzehntelangem Bergbau stammen. Ein Besuch in der Kommune, die von Bezzerides’ Vater geleitet wird, zeigt, dass Chessani, Caspere und Casperes Psychiater Dr. Pitlor sich seit Jahrzehnten kennen, was Velcoro erkennen lässt, dass die staatlichen Ermittlungen gegen Vinci kaum mehr als ein Vorwand sind. Bezzerides wird von ihrem Job suspendiert, nachdem ein Kollege eine Beschwerde wegen sexueller Belästigung gegen sie eingereicht hat, in der Special Task Force darf sie aber bleiben. Woodrugh erwacht von seinen Ermittlungen gegen die Sexarbeiterinnen und stellt fest, dass er mit Miguel geschlafen hat. Später trifft sich Woodrugh mit seiner entfremdeten Freundin in einem Diner, wo sie ihm mitteilt, dass sie schwanger ist, woraufhin er ihr einen Heiratsantrag macht. Unter dem Druck des Vinci PD, den Fall abzuschließen, führen Velcoro, Bezzerides und Woodrugh eine Razzia gegen Irinas Zuhälter Ledo Amarilla durch, werden aber massiv beschossen, als sich herausstellt, dass das Gebäude ein Methamphetamin-Labor ist und explodiert, als die Polizei das Feuer erwidert. Als Amarilla zu fliehen versucht, kracht er mit seinem SUV während einer Demonstration gegen das Bahnprojekt in einen Stadtbus. Er und seine Komplizen eröffnen das Feuer auf die Menge als die Polizei vorrückt, wobei Dixon unter den Toten ist, und während die Gangster getötet werden, sind Velcoro, Bezzerides und Woodrugh entsetzt über die vielen zivilen und polizeilichen Opfer. |           |                                |                              |                      |                                       |                  |                |                 |
| 13 | 5         | Andere Leben                   | Other Lives                  | 19. Juli 2015        | 15. Okt. 2015                         | John Crowley     | Nic Pizzolatto | 2,42 Mio.       |
| Zwei Monate nach der Schießerei wird die Sonderuntersuchung zu Casperes Tod eingestellt, wobei Staatsanwalt Geldof davon überzeugt ist, dass Amarilla dafür verantwortlich war. Velcoro hat inzwischen das Vinci PD verlassen und arbeitet als privater Sicherheitsmann für Semyon, Bezzerides wurde zur Arbeit in der Asservatenkammer degradiert und muss an Seminaren über sexuelle Belästigung teilzunehmen, und Woodrugh wurde zum Detektiv in der Betrugsabteilung befördert. In der Zwischenzeit stellt Bezzerides eine Verbindung zwischen Vera und vier blauen Diamanten her, die im Schließfach von Caspere gefunden wurden. Dies veranlasst Davis, die Untersuchung von Casperes Tod unter dem Vorwand, Irina zu finden, wieder aufzunehmen und das Team wieder zusammenzubringen. Davis vermutet, dass Geldof mit Chessani zusammengearbeitet hat, indem er die ursprüngliche Untersuchung nutzte ein Konto einzurichten, um seine Gouverneurs-Kampagne zu finanzieren und die Korruption auf Caspere zu schieben. Velcoro ist nachdenklich, stimmt aber zu, als Davis ihm anbietet zu helfen, das Sorgerecht für seinen Sohn zu behalten. Davis offenbart Velcoro auch, dass Genas Vergewaltiger vor sechs Wochen verhaftet worden war. Velcoro erkennt, dass der Tipp, den Semyon ihm vor Jahren gegeben hat, eine Inszenierung war, um ihn zu korrumpieren. Woodrugh verfolgt die Diamanten und entdeckt, dass Dixon vor ihrer Entdeckung nach ihnen gesucht hatte, diese Information aber während der ursprünglichen Untersuchung für sich behalten hatte. Velcoro kehrt in Pitlors Klinik zurück, schlägt auf ihn ein und erhält die Bestätigung, dass Caspere und Chessani zusammen im Geschäft waren. Bezzerides wendet sich an ihre Schwester, um eine Einladung zu einer bevorstehenden Sex-Party zu erhalten. Später knüpfen sie und Woodrugh an eine frühere Spur ihres alten Partners an und gleichen Veras letzte GPS-Bewegungen mit einem verlassenen Haus in Guerneville ab. Tief im Wald entdecken sie einen blutbefleckten Schuppen mit einem Folterstuhl im Inneren. Als Semyon und Jordan sich über ihre verschiedenen Probleme versöhnen, erscheint Velcoro bei ihnen zu Hause und sagt Semyon, dass sie reden müssen. |           |                                |                              |                      |                                       |                  |                |                 |
| 14 | 6         | Kirche in Trümmern             | Church in Ruins              | 26. Juli 2015        | 22. Okt. 2015                         | Miguel Sapochnik | Nic Pizzolatto | 2,34 Mio.       |
| Velcoro und Semyon diskutieren den Hinweis, der Velcoro zum angeblichen Vergewaltiger seiner Frau geführt hat, wobei beide Männer ihre Waffen unter dem Küchentisch in der Hand halten. Semyon schwört Velcoro, dass er die Informationen zu dieser Zeit für echt hielt. Velcoro ist schließlich davon überzeugt, dass Semyon ihn nicht absichtlich in die Irre geführt hat, und besucht den Mann im Gefängnis, der wegen der Vergewaltigung verhaftet wurde, und verspricht, ihn zu töten. Nach einem beaufsichtigten Besuch bei seinem Sohn zieht sich Velcoro anschließend jede Menge Kokain rein und lässt sich mit Alkohol volllaufen, dann ruft er seine Ex-Frau an und einigt sich mit ihr, das Sorgerecht abzugeben, wenn der Sohn niemals seine wahre Abstammung erfährt. In der Zwischenzeit geht Woodrugh den fehlenden Diamanten nach, um festzustellen, dass sie während eines Doppelmordes und Raubüberfalls bei den Unruhen von 1992 gestohlen wurden, bei denen zwei Kinder zu Waisen wurden. Semyon beginnt mit der Suche nach Irina und trifft eine Vereinbarung mit dem mexikanischen Kartell, dass es Drogen durch seine Clubs schleusen darf, wenn er dafür mit Irina reden darf. Semyon arrangiert ein Treffen mit ihr, damit sie den Mann anhand eines Fotos identifizieren kann. Aber am Treffpunkt angekommen, findet er sie tot vor, getötet von den Mexikanern wegen des Umgangs mit der Polizei. Bezzerides geht zu der Sex-Party und gibt sich als ihre Schwester aus, um an Informationen zu kommen. Auf der Party erhalten alle Frauen, die sich prostituieren sollen Partydrogen, was dazu führt, dass sie Halluzinationen eines fremden Mannes aus ihrer Kindheit bekommt. Woodrugh und Velcoro schleichen sich auf das Gelände und beobachten ein Treffen zwischen McCandless und Osip, bei dem McCandless zugibt, dass Osips Investition in das Eisenbahnprojekt weitaus lukrativer war als die von Semyon. Bezzerides findet Vera auf der Party und versucht, sie herauszuholen, ist aber gezwungen, dabei eine Wache zu töten. Sie und Vera werden von Woodrugh gefunden, der sie zu einem wartenden Auto mit Velcoro begleitet. Als die vier entkommen, geht Woodrugh die gestohlenen Verträge durch und beginnt, das Ausmaß dessen zu erkennen, woran sie arbeiten. |           |                                |                              |                      |                                       |                  |                |                 |
| 15 | 7         | Schwarzes Land und Motelzimmer | Black Maps and Motel Rooms   | 1. Aug. 2015         | 29. Okt. 2015                         | Dan Attias       | Nic Pizzolatto | 2,18 Mio.       |
| Die Task Force trifft sich in einem Motel, wo sie die Dokumente durchsehen, die Catalast und McCandless mit Osip verbinden. Bei Tagesanbruch bringen Woodrugh und Bezzerides ihre Familien in Sicherheit, während Velcoro Semyon Bericht erstattet. Velcoro will Davis die Beweise übergeben, findet sie aber erschossen in ihrem Auto vor. Woodrugh erfährt, dass Bezzerides wegen des Wachmanns, den sie auf der Party getötet hat, gesucht wird, während Velcoro als Verdächtiger für den Mord an Davis gilt. Woodrugh wird von einem Dritten kontaktiert, der ihn mit Fotos aus seiner Nacht mit Gilb erpresst. Mit Informationen von Semyon, Vera und der Polizeidatenbank sind die drei in der Lage, eine Theorie über Casperes Tod zu formulieren: dass eine Gruppe korrupter Polizisten – Holloway, Burris, Dixon und Caspere – die Unruhen von 1992 nutzte, um die Diamanten zu stehlen, mit denen sie sich in die Vinci-Machtstruktur einkauften; Laura, eines der beiden Kinder, das während des Raubüberfalls seine Eltern verlor, spürte sie jedoch auf und tötet ihn, nachdem sie sich als Casperes Assistentin ausgegeben hatte. Als Woodrugh zu einem Treffen mit seinem Erpresser Holloway gelockt wird, der die gestohlenen Dokumente von ihm verlangt, überwältigt Woodrugh ihn und wird in eine Schießerei mit dem privaten Sicherheitsdienst Black Mountain verwickelt, wobei er sie alle tötet. Als er den Ort verlassen will, wird er jedoch von Lieutenant Burris aus dem Hinterhalt erschossen. |           |                                |                              |                      |                                       |                  |                |                 |
| 16 | 8         | Omega Station                  | Omega Station                | 9. Aug. 2015         | 5. Nov. 2015                          | John Crowley     | Nic Pizzolatto | 2,73 Mio.       |
| Nachdem sie miteinander geschlafen haben, erzählen Velcoro und Bezzerides von ihren jeweiligen Traumata – Bezzerides’ Missbrauch in der Kindheit und Velcoros Ermordung des angeblichen Vergewaltigers seiner Frau. Semyon überzeugt Jordan, mit seinem Assistenten Nails das Land in Richtung Venezuela zu verlassen, wo er sich später mit ihr treffen wird. Er geht dann zu Chessanis Villa, wo er den Bürgermeister tot auffindet, und die Frau des Bürgermeisters, Veronica, beschuldigt den Sohn Tony als seinen Mörder. Währenddessen erfahren Velcoro und Bezzerides von Woodrughs Tod und beschließen, den Fall einzustellen. Sie identifizieren Laura, Casperes Sekretärin, und Lenny, einen Fotografen vom Filmset des gestohlenen Requisitenwagens, als die Osterman-Geschwister. Als sie Lennys Haus besuchen, finden sie Laura mit Handschellen an den Kamin gefesselt. Sie bestätigt, dass Lenny Caspere ermordet hat und plant, Holloway unter dem Vorwand einer öffentlichen Versammlung am Bahnhof von Anaheim zu töten, um Casperes Festplatte gegen Geld einzutauschen, da die Festplatte gelöscht worden war. Bezzerides setzt Laura in einen Bus nach Seattle, während Velcoro Lenny am Bahnhof abfängt und ihn überzeugt, Holloway in die Falle zu locken. Velcoro und Bezzerides treffen Semyon in einem geheimen Bunker in der Black Rose Bar, wo Velcoro Bezzerides davon überzeugt, nach Venezuela zu fahren, während er und Semyon einen Racheangriff auf Osip planen. Velcoro besucht seinen Sohn in der Schule und wird vom Vinci PD entdeckt, das nach ihm gesucht hat. Sie platzieren einen Transponder an seinem Fahrzeug, den Velcoro entdeckt, aber nicht entfernt und entscheidet sich dafür, in den Wald zu fahren, wo er nach einer letzten Flucht zu Fuß erschossen wird. Semyon wird vom mexikanischen Kartell in der Wüste ausgesetzt und niedergestochen. Er versucht sich in die Zivilisation zu schleppen, erliegt aber seinen Wunden und stirbt. Im Epilog wird Tony Chessani Bürgermeister von Vinci; Geldof wird zum Gouverneur gewählt; das Eisenbahnprojekt wird planmäßig durchgeführt; Velcoro ist als Polizistenmörder in Erinnerung geblieben; Gena erfährt aus Chads Vaterschaftstest, dass Velcoro sein Vater war; Eine neu gebaute Autobahn ist nach Paul Woodrugh benannt, in Anwesenheit seiner Freundin, seines neuen Babys und seiner Mutter. In Venezuela wird bekannt, dass Bezzerides Velcoros Sohn zur Welt gebracht hat und mit Jordan Semyon zusammenlebt. Sie trifft sich mit dem Journalisten, den Velcoro in Episode 1 angegriffen hat, und gibt alle belastenden Beweise weiter, einschließlich der Caspere-Fallakten, während sie, Jordan und Nails in einer Menschenmenge verschwinden. |           |                                |                              |                      |                                       |                  |                |                 |

## Staffel 3
| Nr. (ges.) | Nr. (St.) | Deutscher Titel                            | Originaltitel                   | Erstausstrahlung USA | Deutschsprachige Erstausstrahlung (D) | Regie           | Drehbuch                     | Zuschauer (USA) |
| --- | --------- | ------------------------------------------ | ------------------------------- | -------------------- | ------------------------------------- | --------------- | ---------------------------- | --------------- |
| 17 | 1         | Der Große Krieg und die moderne Erinnerung | The Great War and Modern Memory | 13. Jan. 2019        | 14. Jan. 2019                         | Jeremy Saulnier | Nic Pizzolatto               | 1,44 Mio.       |
| 1980: In der fiktiven Stadt West Finger, Arkansas, bitten die Kinder Will und Julie Purcell ihren Vater Tom (Scoot McNairy), mit dem Rad zu einem Spielplatz fahren zu dürfen, um sich dort mit einem Freund zu treffen. Er erlaubt es ihnen, aber sie sollen vor der Nacht zurückzukehren. Als sie hereinbricht, sind Will und Julie noch nicht zurückgekehrt und Tom findet heraus, dass sie sich nie mit ihrem Freund getroffen haben. Also fährt er durch die Stadt, um nach ihnen zu suchen, hat aber keinen Erfolg und ruft die Polizei. Die Detectives der Arkansas State Police, Wayne Hays (Mahershala Ali) und Roland West (Stephen Dorff), werden zu dem Fall gerufen. Sie geben eine Suchmeldung über die Kinder heraus und beschließen, nach dem Haus der Purcells zu sehen. Da Tom und seine Frau Lucy (Mamie Gummer) in einer angespannten Beziehung leben, fragen sie sich, ob sie die Kinder vielleicht mitgenommen hat. Ihre Theorie wird widerlegt, als Lucy nach Hause kommt und Tom wegen ihres Verschwindens beschimpft. Hays entdeckt Playboy-Magazine unter Wills Matratze, die Tom nie gesehen oder gekauft hat. West entdeckt auch, dass Wills Schrank ein Loch hat, das mit Julies Schlafzimmer verbunden ist. Als sie eine Liste möglicher Verdächtiger zusammenstellen, erfahren Hays und West, dass Lucys Cousin Dan O’Brien bei den Purcells wohnte und in Wills Zimmer übernachtete, während Will auf der Couch schlief. Hays und West befragen Amelia Reardon (Carmen Ejogo), Wills Englischlehrerin. Sie befragen auch einige der Schüler, darunter Freddy Burns (Rhys Wakefield), der behauptet, die Kinder gesehen zu haben, kurz nachdem sie ihr Haus verlassen hatten. Anschließend wollen sie Brett Woodard (Michael Greyeyes) besuchen, einen Müllsammler und amerikanischen Ureinwohner. Da Woodard nicht zu Hause ist, betreten sie sein Haus und finden heraus, dass er ein Vietnamkriegsveteran ist, genau wie Hays und West, und sie geben eine Suchmeldung über ihn heraus. Während die Suche durch die Stadt weitergeht, nutzt Hays seinen Fähigkeiten als Späher aus dem Vietnamkrieg, um im Wald Spuren zu finden. In der Nähe entdeckt er eines der Fahrräder und einige künstliche weiße Puppen um die Bäume herum. Er findet eine Höhle und ist entsetzt, als er darin Wills Leiche sieht, die Finger wie im Gebet verschränkt. Später, als die Behörden das Gebiet inspizieren, sucht Hays weiter nach Julie. 1990: Hays wird von den Anwälten Alan Jones (Jon Tenney) und Jim Dobkins (Josh Hopkins) zu dem Fall befragt, weil neue Beweise sie dazu veranlassten, den Fall neu zu eröffnen, da sie damals die falsche Person für das Verbrechen verantwortlich gemacht hatten. Während des Interviews fragen sie, ob Hays Gedächtnisprobleme haben könnte, was er aber zurückweist. Als Hays gehen möchte, informiert Jones ihn, dass bei einem Raubüberfall auf eine Apotheke in Sallisaw, Oklahoma, vor einigen Monaten Julies Fingerabdrücke identifiziert wurden, was darauf hindeutet, dass sie noch am Leben ist, was ihn überrascht. 2015: Hays leidet unter Gedächtnisverlust und führt mit Hilfe seines Sohnes Henry (Ray Fisher) Aufzeichnungen für sich selbst durch. Er nimmt auch an einem Interview mit Elisa Montgomery (Sarah Gadon) für die Serie „True Criminal“ teil. Sein Interview beinhaltet viele seiner Polizeierfahrungen und enthüllt auch, dass Amelia bereits verstorben ist. Als er anfängt, über Woodard zu sprechen, beschließt er, das Interview vorzeitig zu beenden. |           |                                            |                                 |                      |                                       |                 |                              |                 |
| 18 | 2         | Den Morgen wirst du nicht erleben          | Kiss Tomorrow Goodbye           | 13. Jan. 2019        | 21. Jan. 2019                         | Jeremy Saulnier | Nic Pizzolatto               | 1,19 Mio.       |
| 1980: Wills Autopsie zeigt, dass er einen gebrochenen Hals hatte, bevor er in die Höhle gebracht wurde. Hays und West befragen einige von Toms Mitarbeitern und auch Brett Woodard, der behauptet, die Kinder am Tag des Verschwindens gesehen zu haben, aber er ist sich nicht sicher, wohin sie gingen. In einem Gemeindezentrum verkündet Staatsanwalt Gerald Kindt trotz einiger Einwände eine Ausgangssperre für die ganze Stadt. Hays und West besuchen das Treffen und bemerken Amelia in der Menge. Er fragt sie nach den Puppen, die er in der Höhle gefunden hat, die sie aber nicht kennt. Am nächsten Tag werden Hays und West von Kindt darüber informiert, dass sie in dem Fall mit den FBI-Agenten Burt Diller und John Bowen zusammenarbeiten werden, wobei sich Hays und West ausschließlich auf Wills Mord konzentrieren werden. Bei Wills Beerdigung befragen sie Dan O’Brien, der bestätigt, Will die Playboy-Magazine gegeben zu haben. Er bestätigt auch, dass Tom und Lucy ständig gestritten haben und so Will und Lucy zwangen, draußen zu spielen. Sie sprechen auch mit Toms Eltern, die beide Zweifel an Julies richtigem Vater äußern, was darauf hindeutet, dass Lucy eine Affäre hatte. Trotz Wills Tod kehrt Tom sofort zur Arbeit in seiner Fabrik zurück. Seine Kollegen versuchen, ihm eine Pause zu gönnen, da sie glauben, dass seine Gefühle ihre Produktivität beeinträchtigen könnten, also verlässt Tom wütend die Fabrik. Er wird später von Hays und West abgeholt, als er gesehen wird, wie er nach Hause geht. Amelia wird von einem Schüler über die Puppen informiert, worauf Hays und West mit ihm reden. Er verrät, dass er mit Julie an Halloween zu Süßes oder Saures unterwegs war, wo Julie eine ähnliche Puppe von einer unbekannten Person geschenkt wurde. Sie versuchen, Kindt davon zu überzeugen, die Haushalte der Gegend zu durchsuchen und ähnliche Puppen zu finden, aber er verwehrt es ihnen. Später spricht Hays mit Amelia in einer Bar, als sie Kindt im Fernsehen sehen, der den Fortschritt des Falls offenlegt und unterstellt, dass Julie ihren Entführer an Halloween getroffen hat, was Hays verärgert. Mit einem Tipp von einem Kollegen gehen Hays und West nach Fort Smith, um Ted LaGrange zu befragen, einen Mann, der wegen Vergewaltigung eines Kindes verurteilt wurde und gerade auf Bewährung entlassen wurde. Sie bringen ihn in eine Scheune, um ihn zu schlagen und so zur Aussage zu zwingen, da er nicht in seinem Haus war, als die Kinder verschwanden. Sie befragen seine Kollegin in einer Kindertagesstätte und stellen fest, dass er über die Zeit hinaus gearbeitet hat, als die Kinder das Haus verlassen hatten, warnen sie jedoch davor, ihn wegen seiner Vergangenheit wieder einzustellen. Sie beschließen dann, LaGranges Verstoß gegen seine Bewährung zu melden, was ihn ins Gefängnis bringen wird, und werden gewarnt, nicht darüber zu sprechen. Nachts werden sie zum Haus der Purcells zurückgerufen, wo Tom und Lucy einen Brief erhalten haben. Jemand behauptet, dass Julie in Sicherheit sei und fordert, sie in Ruhe lassen sollen. 1990: Nach seiner Befragung geht Hays mit Jones in eine Bar. Jones behauptet, dass sich die Ermittlungen auf Julie konzentrieren, und sie immer noch nicht wissen, ob sie den Raub begangen hat oder nur eine Kundin der Apotheke war. Später geht Hays mit seiner Familie nach Hause, zu der auch seine Kinder und seine Frau Amelia gehören. Amelia schreibt ein Buch über die Purcells und ist überrascht, als Hays ihr verrät, dass Julie lebt. 2015: Angetrieben von Henry besucht Hays einige der alten Einrichtungen, die er untersucht hat. Während eines Gesprächs erklärt er, Amelia zu vermissen und teilt auch seine Frustration über das Interview mit, das nun weitergeht. Vor dem Interview stellt Elisa einige Theorien vor, die im Internet kursierten, wie zum Beispiel die Annahme, dass die Puppen Zeichen eines Pädophilenrings seien. Nach dem Interview isst Hays mit Henry und seiner Familie. Hays erwähnt, dass er seine Tochter Rebecca sehen möchte, die in Los Angeles lebt. Er zeigt einige Verwirrung und Gedächtnisprobleme, was Henry dazu veranlasst, frustriert den Tisch zu verlassen. Plötzlich findet sich Hays im Pyjama auf der Straße wieder, ohne zu wissen, wie er mitten in der Nacht dorthin gekommen ist. Er ist entsetzt, sich vor einem zerstörten Haus wiederzufinden. |           |                                            |                                 |                      |                                       |                 |                              |                 |
| 19 | 3         | Das große Nie                              | The Big Never                   | 20. Jan. 2019        | 28. Jan. 2019                         | Daniel Sackheim | Nic Pizzolatto               | 1,06 Mio.       |
| 1980: Der Brief, der den Purcells zugestellt wurde, stammt offenbar aus Farmington, wo eine Organisation Geld als Hilfe bei der Lösung dieses Falls anbietet. Hays und West fragen sich, warum Will und Julie so oft über ihren Aufenthaltsort gelogen haben, da sie Ronnie nie in seinem Haus besucht hatten. Als sie die Kinderzimmer inspizieren, entdecken sie Notizen und Tüten von Hoyt Foods, einer Hühnerverarbeitungsfabrik. Anschließend helfen sie bei einer Suche im Wald, wo Hays erneut mit Amelia spricht. Dort findet Hays Wills Rucksack und blutige Spuren in den Felsen. Dann verhören sie einen Farmer, der behauptet, bereits mit der Polizei gesprochen zu haben. Er berichtet, Will und Julie immer wieder im Wald gesehen zu haben. Er erwähnt auch, ein braunes Auto mit einem schwarzen Mann und einer weißen Frau gesehen zu haben. Er weigert sich dann aber, weiter bei den Ermittlungen zu kooperieren, es sei denn, er werde verhaftet. Brett Woodard wird von einigen Zivilisten abgefangen, die ihn beschuldigen, an dem Verschwinden beteiligt zu sein und wird brutal angegriffen und gemahnt, die Stadt zu verlassen. Daraufhin holt er einen Seesack aus seinem Schuppen in sein Haus. Hays und West besuchen Tom und Lucy in ihrem Haus, um ihnen Bilder der Spielsachen zu zeigen, die sie im Wald entdeckt haben. Hays blättert in einem Fotoalbum und ist überrascht, ein Foto von Will zu finden, das bei seiner Erstkommunion aufgenommen wurde, mit verschränkten Fingern und geschlossenen Augen, in einer ähnlichen Position wie er ihn in der Höhle gefunden hat. 1990: West wird von Dobkins und Jones zum Fall Purcell befragt. Später spricht er mit Tom über den Fall, der erfreut über die Nachricht zu sein scheint, dass seine Tochter lebt. Ihr Gespräch enthüllt, dass West keinen Kontakt mehr zu Hays hat, Tom bei seinem Alkoholismus geholfen hat und dass Lucy gestorben ist. Hays gibt Amelia einige Informationen über den Fall preis. Sie beschließt, sich selbst weitere Informationen zu beschaffen, und gibt an, diese als Recherchematerial für ihr Buch zu verwenden. Später geht Hays mit Henry und Becca bei Walmart einkaufen. Irgendwann wird er abgelenkt und verliert Rebecca aus den Augen. Verzweifelt fordert er die Mitarbeiter auf, den Laden zu schließen, bis Becca wieder auftaucht. Zu Hause streitet er sich mit Amelia über den Fall. Hays geht anschließend in eine Bar, wo er sich mit West trifft, der möchte, dass er bei dem Fall hilft, während West ihn leitet. Obwohl er zögert, willigt Hays ein, sich ihm anzuschließen. 2015: Bei einem CT-Scan findet der Arzt von Hays nichts Auffälliges an ihm. Hays ist sich sicher, dass er aus einem bestimmten Grund nach draußen gegangen war, auch wenn er sich nicht erinnern kann. Er lehnt die Diagnose des Arztes ab und warnt Henry davor, ihn in eine Anstalt zu bringen, sonst begehe er Selbstmord. Während eines Interviews mit Elisa fragt sie, wie die Polizei das braune Auto ignorieren konnte, obwohl Zeugen sagten, dass es für den Fall wichtig sein könne. Er ist beunruhigt über diese Aussage und beendet das Interview vorzeitig. In seinem Haus versucht er, sich an das braune Auto zu erinnern und wird durch eine Halluzination von Amelia aufgefordert, sich auf den Fall zu konzentrieren. |           |                                            |                                 |                      |                                       |                 |                              |                 |
| 20 | 4         | Der Tag und die Stunde                     | The Hour and the Day            | 27. Jan. 2019        | 4. Feb. 2019                          | Nic Pizzolatto  | Nic Pizzolatto, David Milch  | 1,45 Mio.       |
| 1980: Hays und West besuchen eine katholische Kirche auf dem Land, um den Priester über Will zu befragen. Der Priester machte die Fotos der Erstkommunion, aber Will war der einzige mit geschlossenen Augen, was er als Blinzeln erklärt. Er sagt auch, dass Will und Julie darüber gesprochen haben, ihre Tante zu treffen, was keinen Sinn ergibt, da sie keine Tante hatten. Bevor sie gehen, erwähnt er noch, dass die Puppen von einem weiblichen Gemeindemitglied hergestellt werden. Sie besuchen sie und erfahren, dass ein Schwarzer mit einem blinden milchigen Auge kürzlich auf einem Jahrmarkt Puppen gekauft habe, weil er sagte, sie seien für seine Nichten und Neffen. Sie identifizieren den Mann als Sam Whitehead und treffen ihn vor seinem Haus. Whitehead behauptet, nichts über die Puppen zu wissen und hilft ihnen nicht. Als die Nachbarn feindselig werden und sich ihnen nähern, zwingen sie ihn ins Haus, um ihn zu verhören. Whitehead gesteht, eine presbyterianische Kirche zu besuchen, nicht die katholische. Sie werden gezwungen zu gehen, wobei die Nachbarn die Windschutzscheibe an ihrem Auto einschlagen. An diesem Abend hat Hays ein Date mit Amelia, während West Tom von einem Vorfall in einer Bar abholt. Der Task Force gelingt es, einen Fingerabdruck an Wills Fahrrad zu finden, der zu Freddy Burns gehört. Währenddessen besucht Amelia Lucy, um ihr die Schulprojekte ihrer Kinder zu übergeben. Hays und West setzen Freddy unter Druck, irgendetwas zu gestehen, drohen ihm mit einer Vergewaltigung im Gefängnis und bringen ihn zum Weinen. Während des Gesprächs zwischen Amelia und Lucy behauptet letztere, schlimme Dinge getan zu haben und wird wütend, als Amelia vorschlägt, sie solle mit Hays sprechen. Am Stadtrand spricht Brett Woodard mit einigen Kindern in der Nähe der Straße, eine Begegnung, die von einem wütenden Zivilisten in der Ferne gesehen wird. Als immer mehr Leute mit ihren Autos auf ihn zukommen, rennt er zurück zu seinem Haus. Er nimmt eilig einige Gewehre aus dem Seesack, die er im ganzen Haus verteilt und installiert auch Stolperdrähte und Claymore-Minen. Die Männer erreichen sein Haus, alle schwer bewaffnet. Hays und West werden zum Haus gerufen und erreichen es, gerade als einer der Belagerer die Haustür aufbricht und die Mine dahinter explodiert. 1990: Inmitten der Ermittlungen zu Julies Wiederauftauchen halten die Spannungen zwischen Hays und Amelia an, die sich auf die Auseinandersetzung mit ihren eigenen persönlichen Problemen erstrecken. West und Hays treffen sich mit Kindt, der jetzt Generalstaatsanwalt von Arkansas ist. Er will sich an seine Regeln halten und ihre Ermittlungen nicht gefährden. Ihre Untersuchung enthüllt, dass Lucy vor zwei Jahren in Las Vegas an einer Überdosis Drogen gestorben ist. West und Hays besuchen dann einen Techniker, um das Filmmaterial des Raubüberfalls auf die Apotheke zu studieren. Hays sieht sich es sich stundenlang an und stellt erstaunt fest, dass Julie tatsächlich das Mädchen auf den Bildern der Überwachungskameras ist. 2015: Hays besucht die Polizeistation, wo sein Sohn Henry arbeitet. Er bittet um seine Hilfe, um mehr über die neuen Beweise zu herauszufinden, einschließlich der Suche nach West. Dann besucht er Elisa in ihrem Motelzimmer, um sie um weitere Informationen über ihre Entdeckung zu bitten. Sie zeigt ihm ein Foto des Skeletts von Dan O’Brien, der um 1987 herum verschwand. Zurück in seinem Haus versucht Hays, sich an alle Details der Ereignisse zu erinnern. Dabei tauchen hinter ihm Halluzinationen von Vietcong und US-Soldaten auf. Er ist weiter beunruhigt, als er ein Auto sieht, das vor seinem Haus parkt und ihn anscheinend beobachtet. |           |                                            |                                 |                      |                                       |                 |                              |                 |
| 21 | 5         | Wenn du Geister hast                       | If you have Ghosts              | 3. Feb. 2019         | 11. Feb. 2019                         | Nic Pizzolatto  | Nic Pizzolatto               | 0,88 Mio.       |
| 1980: Hays und West erreichen Woodards Haus, wo sich Bewaffnete versammelt haben, um ihn in die Enge zu treiben. Ein Mann bricht die Tür auf, ohne zu wissen, dass sich dahinter eine Mine befindet, was eine Explosion verursacht, die ihn tötet und die anderen verwundet. Als Woodard anfängt, auf die Eindringlinge zu schießen, versuchen sie, den Hinterhof zu erreichen, wobei weitere Eindringlinge sterben, nachdem sie auf Minen getreten sind, und West wird ins Bein geschossen. Hays schafft es, das Haus zu betreten und spricht mit Woodard, um ihn zu überzeugen, sich zu ergeben. Woodard will nicht ins Gefängnis gehen und beschließt, von der Polizei erschossen zu werden. Er warnt Hays, dass er ihn erschießen wird, sobald er sich zu ihm umdreht. Als er das tut, tötet Hays ihn. In der Folge ist Hays von den Ereignissen sehr betroffen, aber andere Beamte zeigen keine Reue für das, was passiert ist. Amelia tröstet ihn und nimmt ihn mit zu sich nach Hause, wo sie Sex haben. 1990: Woodards Tod hatte damals die Behörden dazu veranlasst, den Fall abzuschließen und ihn für Wills Tod und Julies Verschwinden verantwortlich zu machen, weil auch Wills Büchertasche auf seinem Grundstück gefunden wurde. Nachdem Hays und West herausgefunden haben, dass die Büchertasche erst nach der Schießerei dort platziert wurde, wollen ihre Vorgesetzten nicht, dass sie die Informationen preisgeben. Tom erscheint auf einer öffentlichen Pressekonferenz und bittet Julie zurückzukommen, während Kindt die Gelegenheit nutzt, um Woodards Rolle bei den Ereignissen hervorzuheben. Hays und West besuchen Freddy Burns, der ihnen erzählt, dass Will in der Nacht, in der sie vermisst wurden, nach seiner Schwester gesucht hat. Burns sagt, Will wollte wissen, wohin „sie“ gegangen sind, was darauf hindeutet, dass Julie nicht allein war. Es wird auch bekannt, dass die Fingerabdrücke, die auf den Spielzeugen von Will und Julie gefunden wurden, aus der Akte verschwunden sind. Hays und West befragen einen Mann, der behauptet, Julie in den Aufnahmen wiedererkannt zu haben. Er sagt, dass Julie „Mary July“ genannt wurde, ist sich des Jahres aber nicht sicher und behauptet weiter, dass sie sich eine „geheime Prinzessin“ aus „den rosa Räumen“ nannte. Später gehen Hays und Amelia zu West und seiner Freundin Lori zum Essen, wo deutlich wird, dass Hays und Amelia mit ihrer Ehe zu kämpfen haben. Zu Hause konfrontiert Hays sie mit ihrer Fixierung auf das Buch und beschuldigt sie, alle um sie herum für ihre Zwecke zu benutzen. Hays und West bringen Tom zur Polizeistation und zeigen ihm eine Aufnahme, wo eine Frau mit der Polizei spricht und behauptet, Julie zu sein. Sie werde aber nicht so genannt und Tom sei nicht ihr Vater. Sie fragt auch, wo ihr Bruder sei. Das Gespräch erschüttert Tom. 2015: Während einer Befragung von Elisa wird Hays darüber informiert, dass der Polizeibeamte Harris James, der Woodards Haus nach der Schießerei untersucht hatte, seit 1990 vermisst wird. Dies veranlasst ihn, Amelias Buch zu lesen, in dem sie ihre Begegnung mit Lucy schildert. Hays erinnert sich an den Brief, der an die Purcells geschickt wurde und stellt schließlich fest, dass Lucy diejenige war, die den Brief verfasst hat. Dabei wird er erneut durch den Anblick eines auf der anderen Straßenseite geparkten Autos gestört, das ihn scheinbar beobachtet. Hays benötigt Hilfe und besucht West, der jetzt allein mit seinen Hunden lebt. Sie hatten vor Jahren einen Streit und obwohl Hays sich nicht erinnern kann, was passiert ist, entschuldigt er sich dafür. Als West Hays Entschlossenheit sieht, den Fall abzuschließen, willigt er ein, ihm zu helfen, bevor sich sein Zustand verschlechtert. |           |                                            |                                 |                      |                                       |                 |                              |                 |
| 22 | 6         | Jäger in der Dunkelheit                    | Hunters in the Dark             | 10. Feb. 2019        | 18. Feb. 2019                         | Daniel Sackheim | Nic Pizzolatto, Graham Gordy | 1,25 Mio.       |
| 1980: Nach dem Sex unterhalten sich Hays und Amelia im Bett über ihre jeweiligen Überzeugungen. Auf der Polizeistation wird Hays darüber informiert, dass Wills Rucksack in Woodards Haus gefunden wurde, mit weiteren Beweisen, die darauf hindeuten, dass Julie von Woodard verbrannt wurde. Die Beamten beabsichtigen auch, Woodard für das Verschwinden und die Tötung anderer Kinder in der Gegend verantwortlich zu machen, was Hays desillusioniert. Kindt gibt die Informationen öffentlich bekannt und verurteilt Woodard. Lucy ist anwesend und geht früh. Amelia versucht, mit ihr zu sprechen, aber sie weist sie zurück. 1990: Kindt fordert Hays und West auf, Tom zu befragen, weil er mit dem Mädchen etwas zu tun haben könnte. Sie befragen Tom über die Nacht des Verschwindens der Kinder, da er damals vergessen hatte, Details anzugeben. Sein Verhalten überzeugt Kindt davon, dass Tom zusammen mit Brett Woodard an dem Verschwinden beteiligt war. Sie verfolgen den Anruf bei einer Tankstelle in Russellville nach und stellen mögliche Fingerabdrücke sicher. Als sie das Purcell-Haus besuchen, finden sie auch Beweise dafür, dass Tom ein heimlicher Homosexueller ist. Hays und West beschließen, Harris James zu befragen, der den Rucksackvorfall untersucht hat und jetzt als Sicherheitschef für Hoyd Foods arbeitet. James gibt zu, beteiligt zu sein, obwohl er die Rucksäcke erst zwei Tage später entdeckt oder gemeldet hat. Er behauptet auch, nicht gewusst zu haben, dass Lucy bei Hoyt Foods gearbeitet hat. Sie treffen sich später mit Dan O’Brien, der 7.000 Dollar für neue Informationen verlangt und ihnen einen Tag Zeit gibt, das Geld zu besorgen. Tom geht durch die Polizeistation, um nach West zu suchen und hört mit, wie die FBI-Agenten über das Treffen von West und Hays mit O’Brien sprechen. Sie sprechen auch über Aufzeichnungen eines Telefonats in einem Motel in Nevada, das vor zwei Monaten mit Lucy geführt wurde. Tom dringt später in O’Briens Motelzimmer ein und greift ihn brutal an. Er zwingt ihn, alles zu offenbaren, was er weiß. O’Brien erklärt, dass er einen Mann kennt, der Lucy Geld gezahlt hat, nur um sie davon abzuhalten, die Ereignisse offenzulegen. Hays kehrt allein zum verlassenen Haus der Purcells zurück, schaut sich noch einmal das Guckloch an und gelangt zu einer Erkenntnis. Amelia veröffentlicht ihr Buch, das begeistert aufgenommen wird. Während der Vorstellung wird sie jedoch von einem schwarzen Mann mit einem milchigen Auge gestört, der sie über das Schicksal von Julie und ihren möglichen Aufenthaltsort befragt. Er beschuldigt sie, von der Tragödie profitiert zu haben und verlässt die Sitzung. Nachts schleicht sich Tom in Edward Hoyts Villa, den Besitzer von Hoyt Foods. Er wandert durch die Villa, obwohl er über die Kameras beobachtet wird. Als er in den Keller hinabsteigt, entdeckt er einen rosafarbenen Raum und starrt entsetzt auf etwas außerhalb des Bildschirms, wobei er „Julie?“ ausspricht. Hinter ihm erscheint Harris James. 2015: In einem weiteren Interview wird Hays von Elisa über Toms mögliche Rolle bei der Platzierung der Rucksäcke in Woodards Haus befragt und beide wundern sich über James’ mögliches Verschwinden seit 1990. Nachdem er gegangen ist, spricht er mit Henry, da er weiß, dass sein Sohn eine Affäre mit Elisa hat, obwohl sie verheiratet ist. Hays verrät West, dass er zu dem Schluss gekommen ist, dass das Guckloch im Purcell-Haus dem Austausch von Notizen zwischen Will und Julie gedient hatte. Hays geht für einen Moment hinaus und West fängt an, in einigen Büchern nachzusehen. Als Hays zurückkommt, hat er West vergessen. Er bittet ihn, draußen nachzusehen, ob dort ein geparktes Auto steht. Aber es ist kein Auto da. |           |                                            |                                 |                      |                                       |                 |                              |                 |
| 23 | 7         | Das Letzte Land                            | The Final Country               | 17. Feb. 2019        | 25. Feb. 2019                         | Daniel Sackheim | Nic Pizzolatto               | 1,32 Mio.       |
| 1980: West besucht Tom, der beschlossen hat, aus seinem Haus auszuziehen. Bevor er geht, gibt West ihm seine Telefonnummer für eventuelle Kontakte. 1990: Hays und West werden zu einem Tatort gerufen, wo sie Toms Leiche entdecken, zusammen mit einer Notiz, die auf Selbstmord hinweist. Mit seinem Tod gilt der Fall als abgeschlossen. Hays ist nicht überzeugt, aber West tadelt ihn und fürchtet, dass ihre Handlungen ihn zu seinem „Selbstmord“ getrieben haben. Amelia interviewt eine Freundin von Lucy, die ein Foto von Will und Julie hat, die an Halloween Süßes oder Saures mit der Puppe zeigen. Im Hintergrund sind zwei als Geister verkleidete Erwachsene zu erkennen. Hays und West besuchen das Motel, in dem O’Brien wohnte, und entdecken Beweise für seinen Streit mit Tom. Nachts spricht Amelia mit einem Mann, der sagt, dass O’Brien einen Schwarzen mit einem Auge in einer Bar getroffen hat, in der Lucy früher gearbeitet hatte. Hays gibt sich am Telefon als West aus, um nach Flug- und Telefonaufzeichnungen zu fragen, die Lucy betreffen. Die Telefonaufzeichnungen zeigen, dass Lucy mit Harris James gesprochen hat, während die Flugaufzeichnungen zeigen, dass James am Tag vor Lucys Tod nach Las Vegas geflogen war und dann am Tag nach ihrem Tod wieder abgereist ist. Hays mutmaßt, dass er Wills Rucksack auf Woodards Veranda gestellt haben könnte, was auch Hoyt Foods mit hineinziehen könnte. West will sich nicht weiter beteiligen, da die Untersuchung ihre Karriere negativ beeinflussen könnte, aber Hays überredet ihn, es zu tun. Sie halten James in seinem Auto an, um ihn zu befragen. James widersetzt sich und zwingt Hays und West, ihn aggressiv in eine Scheune zu bringen und zu fesseln. James behauptet, nicht am Verschwinden der Purcells beteiligt zu sein. Er kann sich befreien und versucht Hays zu töten, was West dazu zwingt, ihn zu erschießen. Nachdem sie seine Leiche begraben haben, geraten West und Hays in einen Streit, was ihre Partnerschaft stark belastet. Hays kehrt nach Hause zurück, wo er seine Kleidung verbrennt. Amelia fragt ihn danach, aber er weigert sich, darüber zu sprechen. Am nächsten Tag wird Hays von Edward Hoyt angerufen. Hoyt kennt die Ereignisse der letzten Nacht und möchte sofort mit ihm sprechen, da sein Auto draußen parkt. Als Hoyt droht, mit den Behörden zu sprechen und sogar die Familie von Hays bedroht, kommt er seinen Forderungen nach. Er verlässt das Haus, steigt ins Auto und sie fahren los. 2015: Während ihres Interviews fragt sich Elisa, ob die Regierung die Ermittlungen vertuschen wollte, indem sie sich weigerte, weitere Ermittlungen durchzuführen, da dies einen möglichen Pädophilenring aufdecken könnte. Sie zeigt ihm Beweise, indem sie ein ähnliches Spiralsymbol präsentiert, das das Ergebnis einer Untersuchung von zwei Detectives der Staatspolizei von Louisiana war. Deren Ermittlungen wurden eingestellt, da mächtige Leute darin verwickelt waren. Sie erzählt Hays auch von dem schwarzen Mann mit einem milchigen Auge, der Amelias öffentliche Lesung unterbrach, ihn als „Watts“ identifizierte und vorschlug, er könnte ein „Beschaffer“ für den Ring sein. Hays beschließt, das Interview zu beenden, da er das Gefühl hat, dass sein Wissen begrenzt ist. Hays und West befragen eine ehemalige Haushälterin der Familie Hoyt, die aussagt, dass Mr. Hoyt eine Tochter namens „Miss Isabel“ hatte, die 1977 ihren Mann und ihre Tochter bei einem Autounfall verlor und dann selbst in einen verwickelt war. Sie lebte im Keller und nur ein schwarzer Mann mit einem Auge durfte sich um sie kümmern. Während der Begegnung sieht er eine Halluzination von seiner Tochter, hervorgerufen durch seine Demenz. Wieder zu Hause wird Hays erneut durch das vor seinem Haus parkende Auto gestört, das schließlich auch von West gesehen wird. Dieses Mal nimmt er einen Baseballschläger und geht nach draußen, um sich ihm zu stellen. Das Auto fährt davon, wobei Hays es mit dem Schläger trifft und West das Nummernschild fotografiert. |           |                                            |                                 |                      |                                       |                 |                              |                 |
| 24 | 8         | Was verloren war                           | Now Am Found                    | 24. Feb. 2019        | 4. März 2019                          | Daniel Sackheim | Nic Pizzolatto               | 1,38 Mio.       |
| 1980: Amelia hat einen Artikel in der Zeitung geschrieben, in dem sie die Untersuchung im Fall Purcell kritisiert und sagt, dass ihre „Quellen“ darauf hinweisen könnten, dass der Fall aufgrund ignorierter Beweise nicht abgeschlossen werden kann. Polizeichef Warren und Kindt sind wütend über die Aussage und bestellen Hays und West zu sich. Sie wollen, dass Hays sich von der Aussage distanziert und sie gemäß Wests Vorschlag diskreditiert wird. Als Hays sich weigert, wird ihm angedroht, auf eine Verwaltungsposition versetzt zu werden oder die Polizei zu verlassen. Er wählt ersteres. Hays trifft sich mit Amelia und beide drücken ihre Frustration über ihre Lebenswege aus. In dieser Nacht haben Hays und Amelia einen Streit, bei dem er sie beschuldigt, ihn in den Büchern für ihre eigenen Zwecke zu benutzen. In einer Bar bekommt Hays Besuch von Amelia, während er überlegt, mit ihr Schluss zu machen. Als Amelia ihn fragt, was er tun möchte, vertraut Hays ihr an, dass er sie heiraten will. Sie beschließen, dass sie trotz ihrer Probleme zusammen bleiben wollen. 1990: Hays sitzt im Auto von Hoyt, der von Hays Ermittlungen weiß. Er wird zum Reden in den Wald gefahren. Hays behauptet zwar, von James’ Aktivitäten zu wissen, aber Hoyt weist darauf hin, dass James’ Auto ein GPS-Tracking-Gerät hatte, sodass er seinen letzten möglichen Standort kennt. Er drängt Hays, die Ermittlungen einzustellen und sagt, dass er auch Aufnahmen von Hays’ Auto besitzt, das James’ Auto folgt. Amelia und Hays streiten sich und er tritt schließlich aus der Polizei aus. Er wird Leiter der Campus-Sicherheit an einer Universität und Amelia wird Dozentin an derselben Universität. 2015: Hays und West befragen James’ Witwe, die in einem Kinderheim arbeitet, über den schwarzen Mann mit dem milchigen Auge. Sie sagt, sie sei von dem Mann angesprochen worden, der wissen wollte, ob James Julie gefunden habe und identifiziert ihn als „Junius“. Sie beschließen, Hoyts verlassenes Herrenhaus zu besuchen. In der Villa entdecken sie das rosafarbene Zimmer im Keller, das ein Wandgemälde mit drei Figuren enthält: „Prinzessin Mary“, „Sir Junius“ und „Königin Isabel“. Nachdem sie die Adresse von Junius Watts ermittelt haben, besuchen sie ihn. Watts entpuppt sich als der Mann, der vor Hays’ Haus geparkt hatte. Dann erklärt er ihnen die „Wahrheit“: Eine von Trauer geplagte Isabel Hoyt sah Julie bei einem Firmenpicknick von Hoyt Foods und wollte sie wiedersehen, da sie bemerkte, dass Julie eine starke Ähnlichkeit mit ihrer verstorbenen Tochter hatte. Watts bezahlte Lucy dafür, dass Julie unter der Aufsicht von Watts und Will regelmäßig mit Isabel im Wald spielen durfte. Isabel hörte jedoch mit der Einnahme ihrer Lithium-Medikamente auf und versuchte nun, Julie einzunehmen. Will versuchte sie aufzuhalten und schlug mit dem Kopf auf einen Felsen. James bezahlte Lucy, um Isabel zu erlauben, Julie zu behalten. Isabel gab Julie Lithium, um sie glücklich zu machen. Als Julie aufwuchs, fing sie an, Fragen zu stellen und Watts verhalf ihr schließlich zur Flucht. Irgendwann schien sie für einige Jahre in einem Kloster ein Zuhause gefunden zu haben. Watts erklärt, dass er vor dem Haus von Hays geparkt hatte, aber ihm der Mut fehlte, Hays die Wahrheit ins Gesicht zu sagen. Er möchte, dass sie ihn verhaften, aber ihr Status als Rentner hindert sie daran. West schlägt auch vor, dass er sich einfach umbringen solle, wenn er damit nicht leben kann. Beim Besuch des Klosters erzählt ihnen eine Frau, dass Julie dort war, nachdem sie sich mit HIV infiziert hatte. Dann zeigt sie ihnen ihren Grabstein, der mit dem Namen „Mary July“ gekennzeichnet ist. Beim Verlassen des Klosters treffen sie auf einen Gärtner mit einer Tochter namens Lucy. Trotz des Geständnisses haben sowohl Hays als auch West das Gefühl, dass der Fall noch nicht abgeschlossen ist. Sie treffen Vorkehrungen, damit West öfter zu Besuch kommen kann. Am nächsten Tag liest Hays einen Auszug aus Amelias Buch vor, in dem sie ausführlich über Mike Ardoin spricht, einen von Julies Nachbarn. Amelias Halluzination lässt Hays endlich etwas erkennen: Mike war der Gärtner im Kloster, was darauf hindeutet, dass seine Tochter Julies Tochter sein könnte. Nachdem er Mikes Adresse erhalten hat, fährt Hays zu ihm. Bevor er jedoch aus seinem Auto steigt, schlägt sein Gedächtnisverlust erneut zu und vergisst, warum er gekommen war. Als er mit Henry telefoniert, wird ihm gesagt, er solle die Frau im Haus um Hilfe bitten. Während Henry ihn abholen kommt, spricht Hays mit der Frau, aber ihr Gespräch bestätigt keine seiner Vermutungen. Henry erscheint, um ihn zurückzubringen, und Rebecca ist auch dabei, um ihn nach Hause zu fahren. Während Hays mit seiner Familie spielen geht, findet Henry seine Notiz mit der Adresse der Frau und beschließt, sie aufzubewahren. West schließt sich der Familie vor der Veranda an. Als Hays seine Enkel beim Fahrradfahren anstarrt, erinnert er sich noch einmal an seinen Heiratsantrag an Amelia im Jahr 1980. Die Episode endet mit einem kurzen Rückblick auf einen jungen Hays, der sich während des Vietnamkriegs in den Wald wagt. |           |                                            |                                 |                      |                                       |                 |                              |                 |

## Staffel 4:Night Country
| Nr. (ges.) | Nr. (St.) | Deutscher Titel | Originaltitel | Erstausstrahlung USA | Deutschsprachige Erstausstrahlung (D) | Regie      | Drehbuch                                                 | Zuschauer (USA) |
| ---------- | --------- | --------------- | ------------- | -------------------- | ------------------------------------- | ---------- | -------------------------------------------------------- | --------------- |
| 25         | 1         | Teil 1          | Part 1        | 14. Jan. 2024        | 15. Jan. 2024                         | Issa López | Issa López                                               | 0,565 Mio.      |
| 26         | 2         | Teil 2          | Part 2        | 21. Jan. 2024        | 22. Jan. 2024                         | Issa López | Issa López                                               | 0,678 Mio.      |
| 27         | 3         | Teil 3          | Part 3        | 28. Jan. 2024        | 29. Jan. 2024                         | Issa López | Issa López, Alan Page Arriaga Idee: Issa López           | 0,602 Mio.      |
| 28         | 4         | Teil 4          | Part 4        | 4. Febr. 2024        | 5. Febr. 2024                         | Issa López | Namsi Khan, Chris Mundy, Issa López                      | 0,722 Mio.      |
| 29         | 5         | Teil 5          | Part 5        | 11. Febr. 2024       | 12. Febr. 2024                        | Issa López | Katrina Albright, Wenonah Wilms, Chris Mundy, Issa López | 0,371 Mio.      |
| 30         | 6         | Teil 6          | Part 6        | 18. Febr. 2024       | 19. Febr. 2024                        | Issa López | Issa López                                               | 0,983 Mio.      |